# عمر فرایه
عمر فرایه (اسپانیایی: Omar Fraile‎؛ زادهٔ ۱۷ ژوئیهٔ ۱۹۹۰) دوچرخه‌سوار اهل اسپانیا است.
از باشگاه‌هایی که در آن رکاب زده‌است می‌توان به تیم دایمنشن دیتا، کاخا رورال-سگوروس رخا، و تیم آستانه اشاره کرد.او در حال حاضر در تیم آستانه رکاب میزند.